# Мейджър Лийг Сокър
Мейджър Лийг Сокър (МЛС) (на английски: Major League Soccer) е най-висшата дивизия на първенството на САЩ по футбол. Контролира се от Футболната федерация на САЩ. Към 2025 г., в МЛС участват 30 отбора – 27 от САЩ и 3 от Канада, разделени на Западна и Източна конференция с по 15 отбора. Мейджър Лийг Сокър, както и всички нива на футбола в САЩ са дивизии тип „затворена система“ – без изпадащи отбори.

## Регламент
Редовният сезон се провежда от март до октомври, като се изиграват по 34 мача в две конференции – източна и западна. Форматът на редовния сезон е небалансиран, тъй като през изминалия сезон 2014 клубовете от Западната конференция играха по три пъти един срещу друг и по веднъж срещи всички останали от Източната, а от Източната – два пъти срещу 7 от клубовете, по два пъти срещу останалите от конференцията и по веднъж срещу клубовете от Западната. Победителят в редовния сезон печели трофея „Съпортър'с Шийлд“.
През ноември и декември или октомври и ноември се провежда
финалната плейофна фаза – МЛС Къп. За нея се класират 12 отбора, като всеки играе в директни елиминации срещу отборите от собствената конференция. Четвъртите и петите отбори от редовния сезон играят допълнителен плейоф за попадане в полуфинала. На финала на плейофите се срещат победителите в двете конференции и определят шампиона на страната.

## История
Лигата е основана през 1996 г., като в първия ѝ сезон се включват 10 клуба – ФК Далас, Ди Си Юнайтед, Кълъмбъс Крю, Колорадо Рапидс, ЛА Галакси, Ню Ингланд Революшън, Метростарс, Канзас Сити Уизардс, Сан Хосе Клаш и Тампа Бей Мютини. Първият професионален футболист в МЛС става Таб Рамос от Метростарс, а освен това в лигата са
привлеченни световни футболни звезди като Карлос Валдерама и Хорхе Кампос.
В три от първите 4 сезона на МЛС шампион става Ди Си Юнайтед. През 1998 година в МЛС са включени още 2 отбора – Чикаго Файър и Маями Фюжън. След слабото представяне на националния отбор на САЩ на световното първенство във Франция е повдигнат въпроса за качеството на футбола в страната. В периода 1998 – 1999 са построени изцяло футболни съоръжения, тъй като дотогава клубовете са играли на стадиони за американски футбол. Благодарение на собственици като Ламар Хънт и Фил Аншутц интересът към футбола се засилва.
В началото на 21 век благодарение на Мейджър Лийг Сокър се развиват футболисти като Лендън Донован, Клинт Матис, Брайън Макбрайд. През 2001 г. асосиацията закрива Тампа Бей Мютини и Маями Фюжън. През този период доминират отборите на ЛА Галакси и Сан Хосе Ърткуейкс. На финалния мач за купата на МЛС на Жилет Стейдиъм се събират 61 316 зрители, което е рекорд за това време. След съкращаването на отборите през 2001 г. количеството на тимовете в МЛС започва да расте – създадени са Чивас САЩ, Реал Солт Лейк и Хюстън Динамо.
През лятото на 2007 г. е въведено правилото за „Designed player“ – футболист, чиято заплата е над установения от МЛС таван. Правилото е въведено, за да се привличат повече звезди на световния футбол, след като ЛА Галакси подписват с Дейвид Бекъм. Броят на допуснатите чужденци в клубовете е увеличен до 8. В МЛС заиграват звезди като Хуан Пабло Анхел и Куаутемок Бланко, които допринасят за развитието на футбола в САЩ. През 2009 г. в първенството влиза и първият клуб от Канада – ФК Торонто. Лигата продължава да се разширява, след като през годините в нея постъпват още нови отбори – американските Сиатъл Саундърс, Портланд Тимбърс и канадските Ванкувър Уайткапс, Монреал Импакт.
През 2015 г. в МЛС играят 20 отбора, след като Чивас САЩ фалира, а на негово място влизат Орландо Сити ФК и Ню Йорк Сити.

## Победители
| Сезон | MLS Къп              | Съпортър'с Шийлд     |
| ----- | -------------------- | -------------------- |
| 1996  | Ди Си Юнайтед        | Тампа Бей Мютини     |
| 1997  | Ди Си Юнайтед        | Ди Си Юнайтед        |
| 1998  | Чикаго Файър         | ЛА Галакси           |
| 1999  | Ди Си Юнайтед        | Ди Си Юнайтед        |
| 2000  | Канзас Сити Уизардс  | Канзас-Сити Уизардс  |
| 2001  | Сан Хосе Ърткуейкс   | Маями Фюжън          |
| 2002  | ЛА Галакси           | ЛА Галакси           |
| 2003  | Сан Хосе Ърткуейкс   | Чикаго Файър         |
| 2004  | Ди Си Юнайтед        | Кълъмбъс Крю         |
| 2005  | Лос Анджелис Галакси | Сан Хосе Ърткуейкс   |
| 2006  | Хюстън Динамо        | Ди Си Юнайтед        |
| 2007  | Хюстън Динамо        | Ди Си Юнайтед        |
| 2008  | Кълъмбъс Крю         | Кълъмбъс Крю         |
| 2009  | Реал Солт Лейк       | Кулумбус Крю         |
| 2010  | Колорадо Рапидс      | ЛА Галакси           |
| 2011  | ЛА Галакси           | ЛА Галакси           |
| 2012  | Лос Анджелис Галакси | Сан-Хосе Ърткуейкс   |
| 2013  | Спортинг Канзас Сити | Ню Йорк Ред Булс     |
| 2014  | Лос Анджелис Галакси | Сиатъл Саундърс      |
| 2015  | Портланд Тимбърс     | Ню Йорк Ред Булс     |
| 2016  | Сиатъл Саундърс      | ФК Далас             |
| 2017  | ФК Торонто           | ФК Торонто           |
| 2018  | Атланта Юнайтед      | Ню Йорк Ред Булс     |
| 2019  | Сиатъл Саундърс      | ФК Лос Анджелис      |
| 2020  | Кълъмбъс Крю         | Филаделфия Юниън     |
| 2021  | ФК Ню Йорк Сити      | Ню Ингланд Революшън |
| 2022  | ФК Лос Анджелис      | ФК Лос Анджелис      |
| 2023  | Кълъмбъс Крю         | ФК Синсинати         |
| 2024  | Лос Анджелис Галакси | Интер Маями          |